# Valenok

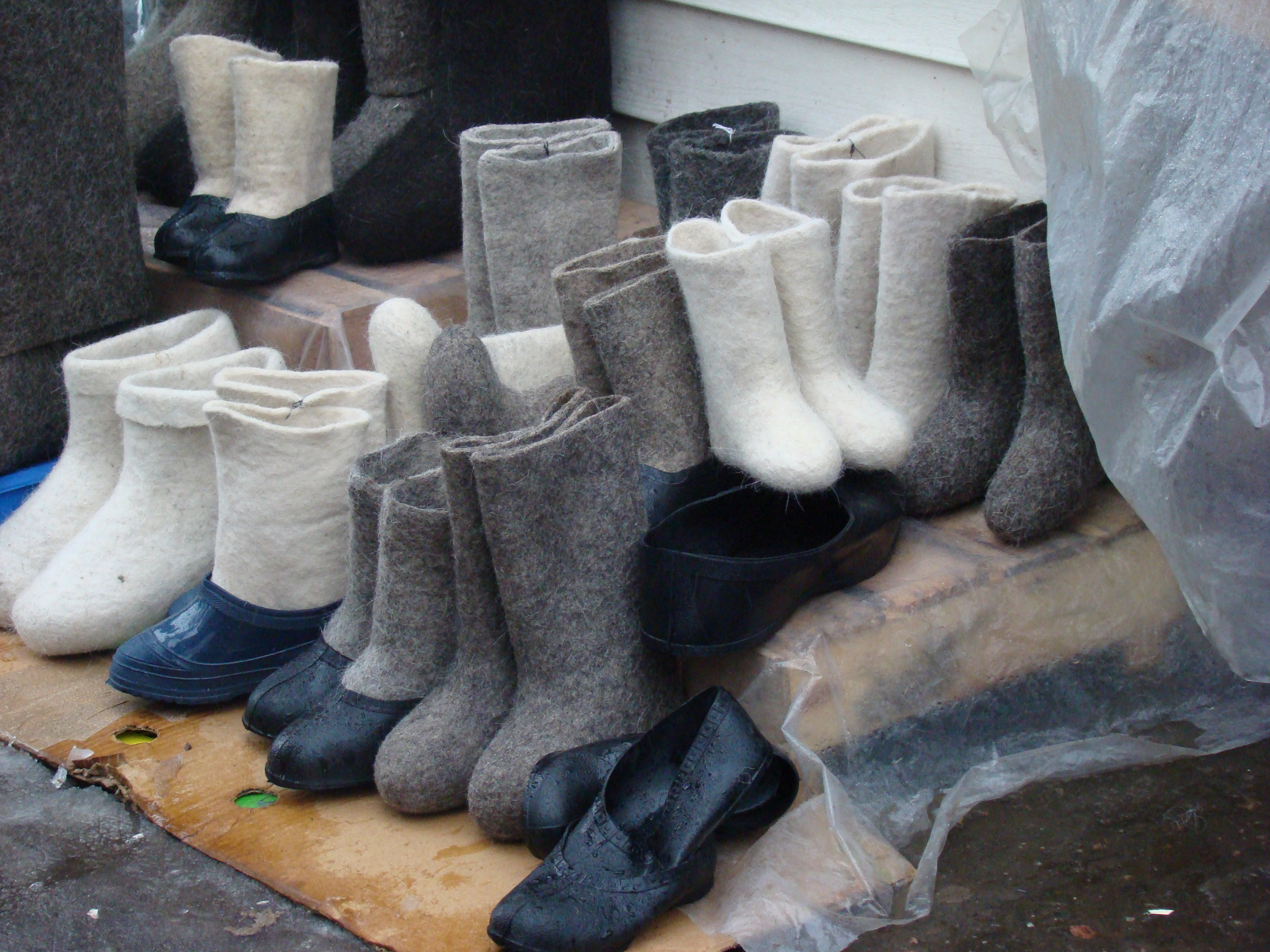
Valenki

Een valenok (Russisch: валенок, mv.: валенки, valenki) is een traditioneel Russisch winterschoeisel, waarbij het meestal gaat om vilten laarzen. Valenki behoren tot de standaardwinteruitrusting van het Russische leger. Hoewel de valenok soldaten kan hinderen bij snelle verplaatsingen, wordt het schoeisel vaak hoger gewaardeerd dan gewone winterlaarzen bij lagere temperaturen.
De naam valenki betekent letterlijk "gemaakt door vilten". Valenki worden gemaakt uit wolvilt. Ze zijn niet waterbestendig en worden daarom soms gedragen in combinatie met overschoenen (galoches) om het vilt te beschermen. Galoches beschermen ook de zolen van de valenki tegen slijtage. Om deze reden waren valenki erg populair bij veel Russen. Door een verbetering in de technologische hulpmiddelen konden producenten vanaf de twintigste eeuw rubberen overschoenbeveiliging direct op de valenok vulkaniseren, waardoor de waterdichtheid en weerstand tegen doordringing verbeterde, terwijl de voordelen van de valenok bewaard bleven. In de tweede helft van de 20e eeuw raakten de valenki in de steden echter impopulair door hun associatie met de kleding die werd gedragen op het platteland.
Begin 21e eeuw werden de valenki echter herontdekt door Moskouse ontwerpers, zoals Slava Zajtsev. Ze doken op in diverse hippe boetieks in diverse vormen (soms ingelegd met Swarovski) en werden een trend bij de rijkere elite.